# Medosavka australská
Medosavka australská (Manorina flavigula) je 26–28 cm velký druh pěvce z čeledi kystráčkovitých (Meliphagidae). Je široce rozšířená téměř po celé Austrálii, kde obývá převážně suché lesy, křoviny a traviny, ale zasahuje také do parků a zahrad. Živí se převážně hmyzem a během hnízdního období je značně agresivní k jiným druhům ptáků.